# هاوس كيبنج (كمبيوتر)
هاوس كيبنج بالإنجليزية: (Housekeeping ) في برمجة الكمبيوتر ، يمكن أن تشير التدبير المنزلي(هاوس كيبنج) إلى إدخال قياسي أو روتين خروج مُلحق بمجموعة من التعليمات البرمجية المكتوبة بواسطة المستخدم (مثل دالة برمجة أو وظيفة ، تُعرف أحيانًا باسم مقدمة وخاتمة ) عند الدخول والخروج أو، بدلاً من ذلك، إلى أي عملية برمجية آلية أو يدوية أخرى يتم من خلالها تنظيف الكمبيوتر بعد الاستخدام (مثل تحرير الموارد مثل الذاكرة الافتراضية ). قد يشمل ذلك أنشطة مثل إزالة السجلات التي أنشأها النظام نتيجة لأنشطة المستخدمين أو أرشفتها، أو حذف الملفات المؤقتة التي قد تشغل مساحة بخلاف ذلك. يمكن وصف التدبير المنزلي بأنه عمل روتيني ضروري ومطلوب لأداء نشاط عادي لجهاز كمبيوتر معين ولكن ليس بالضرورة جزءًا من الخوارزمية . لتنظيف مساحة تخزين قرص الكمبيوتر ، عادةً ما توجد برامج مساعدة لهذا الغرض مثل برنامج ضغط البيانات - «لتقليص» الملفات وتحرير مساحة القرص وبرامج إلغاء التجزئة - لتحسين أداء القرص.

## أمثلة
يمكن أن تشمل(هاوس كيبنج) (على سبيل المثال لا الحصر) الأنشطة التالية:
- حفظ واستعادة حالة البرنامج للوظائف التي تم استدعاؤها (بما في ذلك سجلات الأغراض العامة وعنوان المرسل)
- الحصول على ذاكرة محلية على المكدس( نية البيانات )
- تهيئة المتغيرات المحلية في بداية البرنامج أو الوظيفة
- تحرير الذاكرة المحلية على المكدس عند الخروج من الوظيفة
- جمع القمامة
- تحويل البيانات
- النسخ الاحتياطي و / أو إزالة الملفات والبرامج غير المطلوبة
- تنفيذ أدوات صيانة القرص (على سبيل المثال ScanDisk(سكان دسك) ، وإلغاء تجزئة القرص الصلب، وأجهزة فحص الفيروسات )